# Phut
Phut o Put (ebraico: פוט pûṭ) è il terzo figlio di Cam, figlio di Noè, nella Tavola delle Nazioni biblica (Genesi 10: 6; Cronache 1: 8). Il nome Phut si riferisce alla patria dei Berberi, ed è anche usato nella Bibbia per il popolo e la nazione che si dice discendano da lui, collocati nell'antica Libia. Alcuni studiosi hanno diversamente proposto di identificare Phut con la Terra di Punt nota dagli antichi annali egizi.

## Attestazioni
Flavio Giuseppe scrive: "Phut fu il fondatore della Libia, e chiamò da sé gli abitanti Phutiti: c'è anche un fiume nel paese dei Mori che porta quel nome; quindi la maggior parte degli storiografi greci menzionano quel fiume e il paese adiacente con la denominazione di Phut (Phoute): ma il nome ora è stato cambiato e dato da uno dei figli di Mizraim, che si chiamava Lybyos. " (Antichità Giudaiche, Libro 1: 6/2). Plinio il Vecchio Nat. Hist. 5.1 e Tolomeo Geog. iv.1.3 posizionano entrambi il fiume Phuth sul lato ovest della Mauretania (moderno Marocco). Tolomeo menziona anche una città di Putea in Libia (iv.3.39).
Allo stesso modo è stata dedotta una connessione libica da Naum 3: 9, dove si dice che "Put e Lubim" furono gli aiutanti dell'Egitto. Altri versetti biblici fanno costantemente riferimento ai discendenti di Put come guerrieri. In Geremia 46: 9, vengono nuovamente descritti come sostenitori dell'Egitto. Ezechiele li menziona tre volte: in 27:10, come sostenitori di Tiro (Fenicia), in 30: 5 di nuovo come supporto per l'Egitto, e in 38: 5, come sostenitori di Gog. La Septuaginta (LXX) sostituisce  Libues in Ezechiele dove la Bibbia ebraica si riferisce a Put. Tuttavia, la LXX recita Put in Isaia 66:19, al posto di Pul in ebraico.
La tribù libica di pỉdw compare nei registri egiziani della XXII dinastia, mentre un testo tolemaico di Edfu fa riferimento al t3 n n pꜣt.w "la terra del Pitu". La parola fu in seguito scritta in demotico come Pỉt, e come Phaiat in copto, un nome per la Libia Aegypti, ovvero l'Egitto nord-occidentale.
Un frammento degli annali di Nabucodonosor II menziona la sua campagna nel 567 in Egitto e la sconfitta dei soldati di Putu Yavan, ovvero la Libia greca (Cirene). Una stele multilingue di al-Kabrīt, risalente al regno di Dario I, si riferisce a Put come la provincia di Putiya (antico persiano) e Puṭa (neo-babilonese), dove il testo equivalente scritto in egiziano recita tꜣ ṯmḥw "Libia".